# Macquarie Pass
Macquarie Pass är ett bergspass i Australien. Det ligger i regionen Shellharbour och delstaten New South Wales, i den sydöstra delen av landet, omkring 94 kilometer sydväst om delstatshuvudstaden Sydney.
Närmaste större samhälle är Dapto, omkring 14 kilometer nordost om Macquarie Pass. 
I omgivningarna runt Macquarie Pass växer i huvudsak städsegrön lövskog. Runt Macquarie Pass är det ganska tätbefolkat, med 72 invånare per kvadratkilometer. Genomsnittlig årsnederbörd är 1 352 millimeter. Den regnigaste månaden är februari, med i genomsnitt 211 mm nederbörd, och den torraste är juli, med 36 mm nederbörd.